# Ћићина
Ћићина је насеље у Србији у општини Алексинац у Нишавском округу. Према попису из 2022. било је 156 становника (према попису из 1991. било је 273 становника).
На "потесу Зиндан" око 1914. један сељак је нашао римске ископине, могао се наћи и римски новац, а за време Првог светског рата, Немци су откопали и однели "неке предмете од гвожђа и бакра".

## Демографија
У насељу Ћићина живи 204 пунолетна становника, а просечна старост становништва износи 46,7 година (46,9 код мушкараца и 46,5 код жена). У насељу има 81 домаћинство, а просечан број чланова по домаћинству је 2,94.
Ово насеље је великим делом насељено Србима (према попису из 2002. године), а у последња три пописа, примећен је пад у броју становника.
|  |

| Демографија | Демографија | Демографија |
| Година      | Становника  | Становника  |
| ----------- | ----------- | ----------- |
| 1948.       | 350         |             |
| 1953.       | 351         |             |
| 1961.       | 366         |             |
| 1971.       | 335         |             |
| 1981.       | 297         |             |
| 1991.       | 273         | 270         |
| 2002.       | 238         | 243         |

| Етнички састав према попису из 2002.‍ | Етнички састав према попису из 2002.‍ | Етнички састав према попису из 2002.‍ | Етнички састав према попису из 2002.‍ | Етнички састав према попису из 2002.‍ |
| ------------------------------------ | ------------------------------------ | ------------------------------------ | ------------------------------------ | ------------------------------------ |
|                                      |                                      |                                      |                                      |                                      |
| Срби                                 | Срби                                 |                                      | 234                                  | 98,31%                               |
| Бугари                               | Бугари                               |                                      | 4                                    | 1,68%                                |
| непознато                            | непознато                            |                                      | 0                                    | 0,0%                                 |

| Година пописа     | 1948. | 1953. | 1961. | 1971. | 1981. | 1991. | 2002. |
| ----------------- | ----- | ----- | ----- | ----- | ----- | ----- | ----- |
| Број домаћинстава | 79    | 79    | 83    | 85    | 86    | 78    | 81    |

| Број чланова      | 1  | 2  | 3  | 4  | 5 | 6 | 7 | 8 | 9 | 10 и више | Просек |
| ----------------- | -- | -- | -- | -- | - | - | - | - | - | --------- | ------ |
| Број домаћинстава | 13 | 28 | 14 | 12 | 7 | 5 | 2 | 0 | 0 | 0         | 2,94   |

| Пол    | Укупно | Неожењен/Неудата | Ожењен/Удата | Удовац/Удовица | Разведен/Разведена | Непознато |
| ------ | ------ | ---------------- | ------------ | -------------- | ------------------ | --------- |
| Мушки  | 105    | 19               | 79           | 6              | 1                  | 0         |
| Женски | 106    | 9                | 80           | 14             | 3                  | 0         |
| УКУПНО | 211    | 28               | 159          | 20             | 4                  | 0         |

| Пол    | Укупно                    | Пољопривреда, лов и шумарство | Рибарство                            | Вађење руде и камена | Прерађивачка индустрија       |
| ------ | ------------------------- | ----------------------------- | ------------------------------------ | -------------------- | ----------------------------- |
| Мушки  | 62                        | 33                            | 0                                    | 0                    | 15                            |
| Женски | 45                        | 31                            | 0                                    | 0                    | 2                             |
| УКУПНО | 107                       | 64                            | 0                                    | 0                    | 17                            |
| Пол    | Производња и снабдевање   | Грађевинарство                | Трговина                             | Хотели и ресторани   | Саобраћај, складиштење и везе |
| Мушки  | 1                         | 2                             | 4                                    | 1                    | 2                             |
| Женски | 1                         | 0                             | 6                                    | 2                    | 0                             |
| УКУПНО | 2                         | 2                             | 10                                   | 3                    | 2                             |
| Пол    | Финансијско посредовање   | Некретнине                    | Државна управа и одбрана             | Образовање           | Здравствени и социјални рад   |
| Мушки  | 0                         | 1                             | 1                                    | 2                    | 0                             |
| Женски | 0                         | 0                             | 0                                    | 1                    | 2                             |
| УКУПНО | 0                         | 1                             | 1                                    | 3                    | 2                             |
| Пол    | Остале услужне активности | Приватна домаћинства          | Екстериторијалне организације и тела | Непознато            | Непознато                     |
| Мушки  | 0                         | 0                             | 0                                    | 0                    | 0                             |
| Женски | 0                         | 0                             | 0                                    | 0                    | 0                             |
| УКУПНО | 0                         | 0                             | 0                                    | 0                    | 0                             |